# Liggende vrouw (Groningen)
De Liggende vrouw is een beeld van de Nederlandse kunstenaar Oswald Wenckebach (1895-1962). Het staat op de Selwerderhof, een begraafplaats in de stad Groningen.

## Beschrijving
De Liggende vrouw, een van Wenckebachs vroegere werken, is ruim een meter hoog en vervaardigd uit Euville, een lichtgrijs gekleurde en zachte soort kalksteen. Wenckebach maakte het beeld in 1935/1936, nadat hij in 1934 een korte reis door Griekenland had gemaakt en daar onder de indruk was geraakt van de klassieke beeldhouwkunst. De sculptuur kenmerkt zich door een zekere spanning tussen de klassieke vormgeving, die onder meer tot uiting komt in de anatomisch correcte proporties van de vrouw en haar geïdealiseerde gezicht, en haar geforceerde en ongemakkelijk aandoende lichaamshouding. Wenckebach zelf associeerde het beeld met een gevoel van "droefenis".
De sculptuur maakte in 1954 deel uit van een beeldententoonstelling in het Groninger Stadspark, die werd georganiseerd ter gelegenheid van het 68e lustrum van de Rijksuniversiteit Groningen. Het werd daarna op voorstel van de Raad voor de Kunst aangekocht door de gemeente Groningen. Omdat Wenckebach vreesde dat het beeld prooi van vernielingen zou kunnen worden, verzocht hij de gemeente het op een rustige plek te plaatsen. In 1959 werd de sculptuur neergezet bij het Talmahuis aan de Merwedestraat in de Groninger Rivierenbuurt. Daar werd het beeld echter toch een aantal keren beschadigd. De gemeente liet het daarop herstellen en besloot in 1967 de Liggende vrouw te herplaatsen achter de aula van de Selwerderhof, de grootste begraafplaats van de stad Groningen.